# Мары (станция)
Мары (туркм. Mary şäheriň demirýol wokzaly) — пассажирская железнодорожная станция в туркменском городе Мары.

## История
Через Мары проходит построенная в 1880—1896 гг. под руководством русского генерала Михаила Анненкова Среднеазиатская железная дорога, связывающая Туркменбаши с Ташкентом.

### Реконструкция
В 1996 году на вокзале произведена реконструкция. В 2003 году вокзал был капитально реконструирован. Турецкая фирма «Истанбул Иншаат ве Тиджарет Лтд.» осуществила проектирование и коренную реконструкцию железнодорожного вокзала города, совместно со строителями управления «Туркмендемиреллары».

## Здание
В здании вокзала обустроены залы для пассажиров первого и бизнес-класса, специальные комнаты для совершения намаза для мужчин и для женщин. Перрон отделан плиткой. На привокзальной площади построен автовокзал, обслуживающий 500 пассажиров в час, оборудованы автостоянки. Рядом с вокзалом находится сквер.